# Vittorio Ghiberti

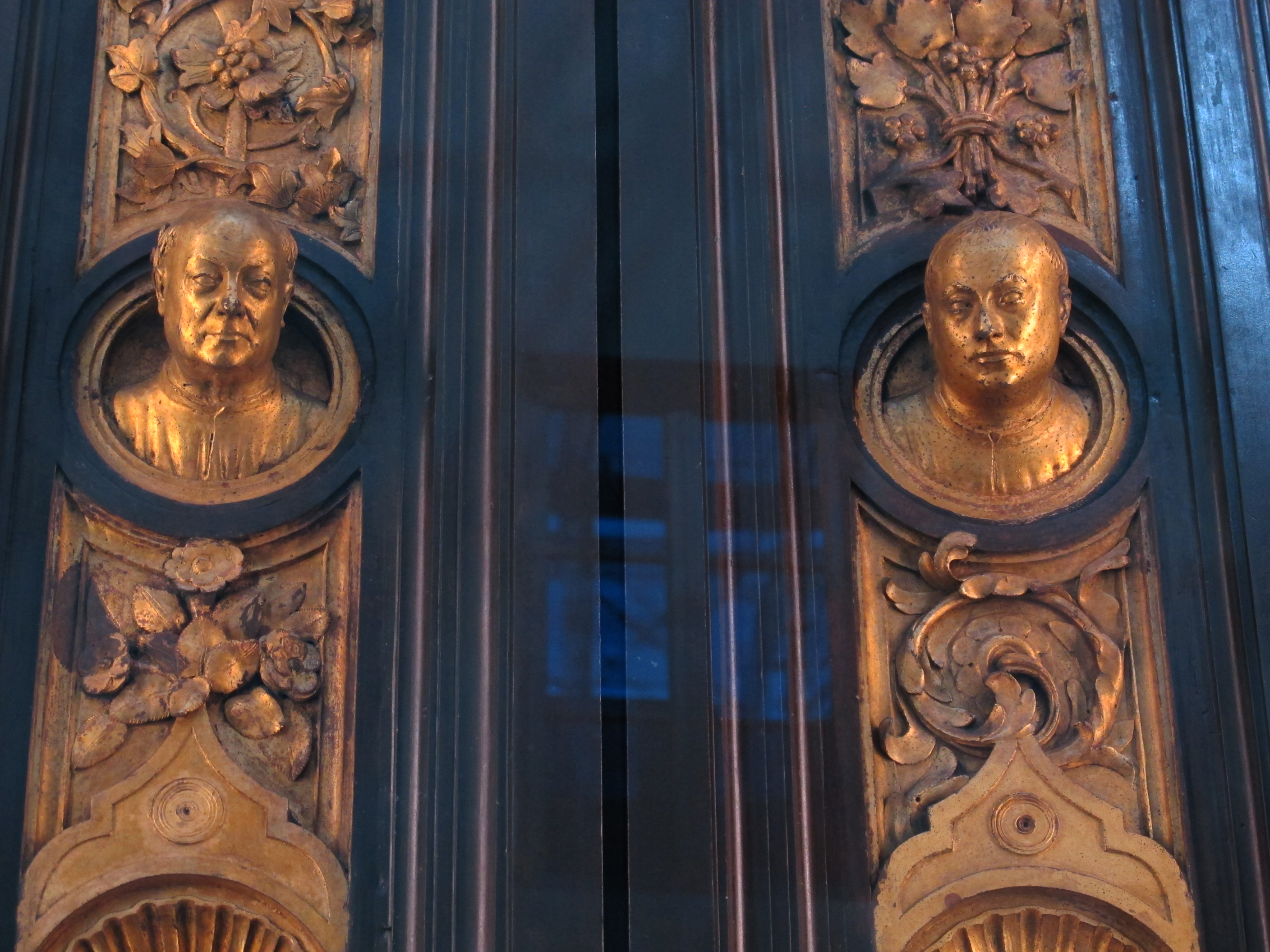
Portraits de Lorenzo Ghiberti (à gauche) et Vittorio (à droite), Portes du Paradis pour le Baptistère de Florence

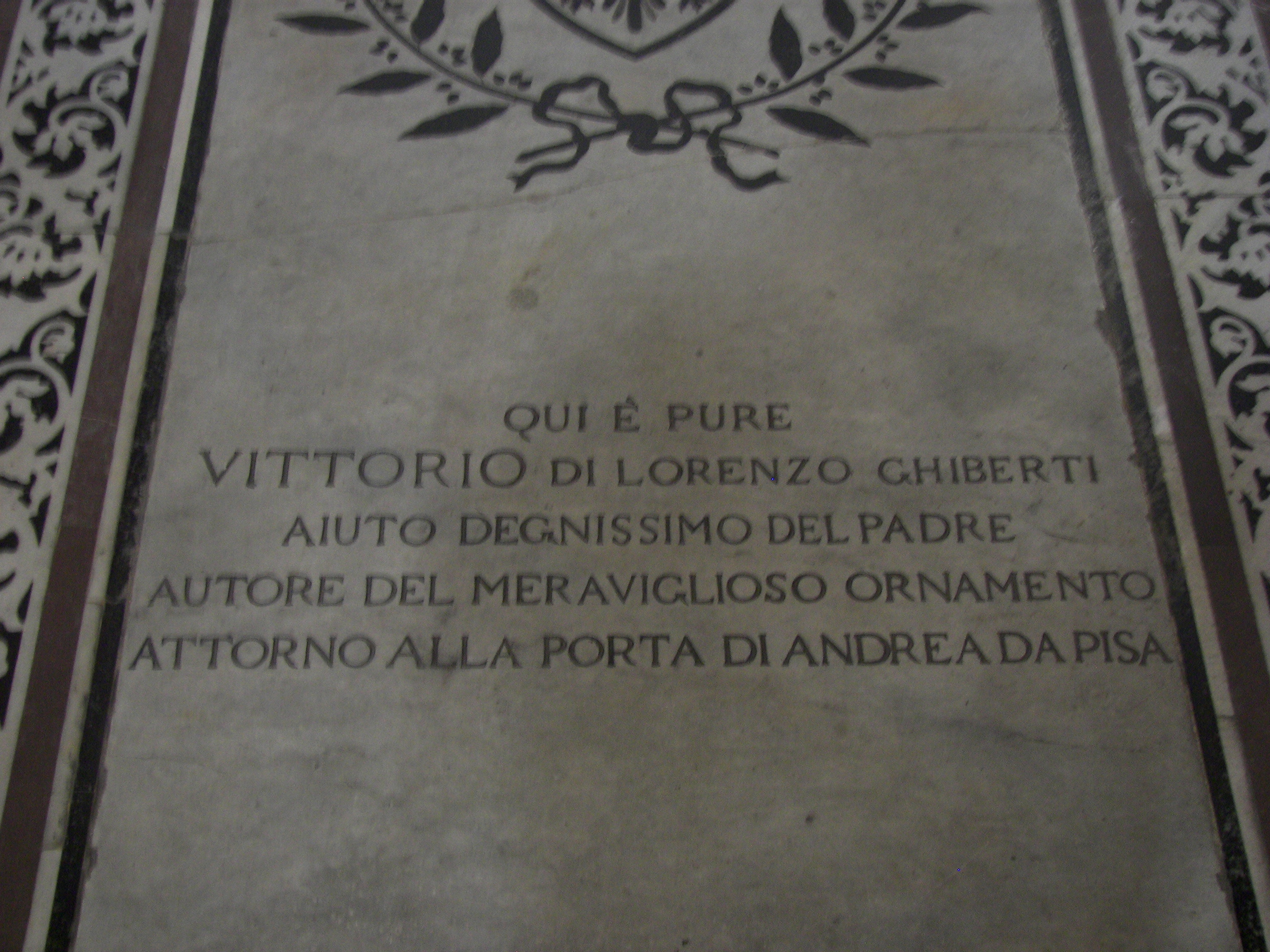
Pierre tombale, Basilique Santa Croce de Florence.

Vittorio Ghiberti né à Florence en 1418 et mort dans la même ville en 1496 est un sculpteur et entrepreneur florentin, fils de Lorenzo Ghiberti.  

## Biographie
Vittorio Ghiberti a étudié la sculpture et l'orfèvrerie avec son père et, en 1437, il travaille comme assistant  impliqué dans le moulage et la dorure de la  Porte du Paradis pour le Baptistère de Florence. Son portrait en buste apparaît sur la bande de cadrage centrale droite à côté de celui de son père. Vittorio a hérité de l'entreprise familiale après la mort de Lorenzo en 1455. La seule œuvre connue qui reste est le cadre décoratif en bronze des portes du portail sud d'Andrea Pisano pour le baptistère de Florence, qu'il a exécuté entre 1453 et 1464. Les reliefs et les détails floraux tranchants qui contrastent avec le style gothique de Pisano lui ont fait sa renommée. Par la suite, il semble s'être contenté de maintenir la réputation des Ghiberti comme les meilleurs bronziers de Florence, plutôt que de créer des sculptures originales. Son fils Buonaccorso Ghiberti est le dernier à diriger l'atelier familial.